# Conférence de Londres (1948)
Pour les articles homonymes, voir Traité de Londres.
La conférence de Londres rassemble du 23 février au 6 mars puis du 20 avril au 7 juin 1948, les représentants des États-Unis, de la France, de la Grande-Bretagne, de la Belgique, des Pays-Bas et du Luxembourg. Ses objectifs sont de poser les bases d’une véritable stratégie occidentale capable d'endiguer la menace militaire et politique de l’Union soviétique, de définir les modalités du redressement économique de l’Europe et de déterminer la nouvelle politique concernant l’Allemagne.

## Les décisions
Pour un article plus général, voir Politique extérieure de la IVe République.
Les participants à la conférence de Londres préparent au printemps 1948 une réforme monétaire pour la partie de l'Allemagne qu'ils contrôlent. Les participants préconisent que les présidents des Länder de l'ouest puissent réfléchir à la création d’un gouvernement démocratique en Allemagne. Pour eux, le gouvernement soviétique a violé les décisions quadripartites sur l’unité allemande ainsi que le droit des peuples à l’autodétermination en imposant à leur zone d'occupation un régime dominé par les communistes. Leur conclusion est donc « qu’il était indispensable de donner au peuple allemand la possibilité de parvenir, dans le cadre d’une forme de gouvernement libre et démocratique, au rétablissement ultime de son unité aujourd’hui déchirée. ». C'est lors de cette conférence que l'Autorité internationale de la Ruhr est créée. 

## Les conséquences de la conférence de Londres
En réaction aux décisions prises, le gouvernement soviétique se retire, le 20 mars 1948, du Conseil de contrôle allié, mettant ainsi fin au quadripartisme. Il accuse les décisions de la conférence de violer les accords d’occupation de décembre 1944 et le protocole de Potsdam, la création de tout gouvernement allemand suprazonal qui ne serait pas un gouvernement uni de toute l’Allemagne.